# Germans de la Penitència de Jesucrist
|  | No s'ha de confondre amb Germans Penitents de Jesús Natzarè. |

Els Germans de la Penitència de Jesucrist, anomenats Frares del Sac o Boni Homines foren un orde mendicant, que es va estendre a Europa durant el segle xiii. Fou suprimit en 1275.

## Història
Al voltant d'aquest orde hi ha hagut molts malentesos. Sovint es troba escrit que no se sap com o quan fou fundada i que ja n'hi havia una casa a Saragossa i una altra a Valenciennes en tems del papa Innocenci III, que morí en 1216. O que les cases d'Anglaterra, que eren en realitat de l'orde de canonges dels Boni Homini, subsistiren fins al segle xvi, o que s'originaren a la Llombardia a redós de l'orde dels Eremites de Joan Bono.
L'orde però, no fou fundat fins a mitjan segle xiii; el seu origen està en comunitats de laics de la Provença que, prenent vots privats, vivien en comunitat segons l'exemple dels ordes mendicants. El cronista franciscà Salimbene d'Adam, contemporani dels fets, explica que abans de 1248, quan Hug de Digne era provincial franciscà a la Provença, va rebre moltes sol·licituds de consell per part de burgesos i nobles de la regió que volien dur una vida evangèlica: en comptes d'acollir-los entre els terciaris franciscans, els aconsellà que es retiressin al bosc a fer-hi vida eremítica al bosc: ""aneu als boscos i apreneu a nodrir-vos d'arrels, que les tribulacions s'apropen".
Dos d'ells, Raimon Atenulf (Attanulfi) i Bertran o Guillem de l'Almanara (Bertrandus de Manara), cavallers d'Ieras van fer-li cas i van fundar una comunitat d'eremites, que va prendre la denominació de Germans de la Penitència de Jesucrist. Altres contemporanis també esmenten Atenulf com el primer frare de l'orde: en 1251 és sotsprior de la casa de Montpeller, després provincial de la Provença i en 1258, superior general de l'orde; deu haver mort abans del 1264, quan ja consta un altre superior. En 1256 ho era Guillem de l'Almanara, que deu ser el que les fonts anomenen (potser per error) Bertran de l'Almanara o de Manara.

### Reconeixement i aprovació
Cap al 1250 ja tenien prou membres i difusió per demanar a la Santa Seu l'aprovació. El 31 de març de 1251, a Debet ex nostri, Innocenci IV recomana als bisbes de Marsella i Toló que donin a aquestes comunitats (llavors ja n'eren tretze) consell i guia espiritual: el 10 de maig, el bisbe de Toló els assigna la Regla de Sant Agustí com a norma de vida. Probablement, com en altres casos, així es regularitzava la vida d'un grup d'eremites que, en aquest cas, havia tingut una ràpida difusió. El maig, un capítol general de les comunitats a Marsella va confirmar l'adopció de la regla agustiniana. Per a les constitucions, es basaren directament en les de l'Orde de Sant Domènec. Practicaven la flagel·lació.
Els canvis a la seu papal i els problemes amb altres ordes va fer que els privilegis dels ordes mendicants no arribessin a conferir-se als Frares del Sac. En juliol de 1255, Alexandre IV va permetre als frares que estiguessin capacitats i que tinguessin permís del bisbe que prediquessin públicament; poc després, el papa confirma l'aprovació de la regla que havia tingut lloc a Marsella anys abans, i l'agost de 1255 concedeix els privilegis dels ordes mendicants als Germans de la Penitència, que especifica i amplia en diversos documents entre 1257, quan n'aprova l'hàbit, i 1260.
Aquestes comunitats vivien segons la Regla de Sant Agustí, però com a orde mendicant, amb convents a les ciutats i dedicats a la predicació i l'apostolat, no a la vida contemplativa. Tenien una disciplina molt rigorosa i austera: vestien roba basta i gruixuda, com el sac, anaven descalços o amb esclops, mai no menjaven carn i només bevien aigua. Pel seu hàbit, foren coneguts com a Fratres Saccati: frares del sac o saquets. Aviat, els frares es van interessar pels estudis i molts es vincularen a les universitats, com a estudiants i professors, assolint l'orde un nivell intel·lectual de prestigi, com els agustins i dominics.

### Difusió
Van tenir una ràpida difusió. Ja en 1251 tenien 13 cases: Marsella, Toló, illa de Porqueroles (a Toló), Ais, Barjols, Lo Luc, Draguinhan i Cuers, Tarascó i Montpeller. En el moment de la seva supressió, van arribar a tenir 122 convents arreu de l'Europa occidental, convertint-se en el tercer orde mendicant més difós. Tenien convents des d'Escòcia a Palestina (Acre), i d'Erfurt a Sevilla. N'hi havia uns 50 a França, sobretot al sud, i entre els quals destacava el convent a París, al carrer anomenat dels Sachettes; 18 a les Illes Britàniques, on arribaren en 1257 a Londres (seguiren Norwich i Cambridge en 1258, i altres cases a Anglaterra; a Escòcia, només n'hi hagué la de Berwick, en 1267, i en 1268 dos frares anaren a Dublín, a Irlanda, on sembla que s'hi fundà un convent), i 19 als estats italians (Perusa, Ferrara); catore als regnes hispànics (llevat de Sevilla i Tudela, totes a la Corona d'Aragó: Perpinyà i Montpeller, Puigcerdà, Vilafranca de Conflent, Barcelona, Lleida, Girona, Tarragona, Peralada, Mallorca (1261-1309 ca.), València, Xàtiva, Calataiud, Terol, Saragossa), vuit als Països Baixos (Bruges), set al Sacre Imperi (Colònia, Augsburg, Worms, Estrasburg, Erfurt, Neuburg i Esslingen), un a Suïssa (Basilea, 1268) i un a Palestina.

### Supressió
Arran del Concili de Lió de 1274, Gregori X els va suprimir, juntament amb la resta d'ordes mendicants llevat de quatre: franciscans i dominics, que eren les més grans, i agustins i carmelites, més petites que els Frares del Sac. Els seus membres podien anar a altres ordes o continuar vivint sota la seva regla fins que la comunitat s'extingís, però ja no podien acceptar nous membres. Cap al primer quart del segle xiv, les cases que en quedaren passaren als altres ordes i els frares que no havien canviat d'orde, morint, extingint-se'n així els últims vestigis.